# Helina nigroabdominalis
Helina nigroabdominalis är en tvåvingeart som beskrevs av Malloch 1926. Helina nigroabdominalis ingår i släktet Helina och familjen husflugor. Inga underarter finns listade i Catalogue of Life.